# 王小川
王小川（1978年10月3日—），博士、技术极客、企业家，百川智能创始人兼CEO，曾任搜狗公司CEO，前搜狐高级副总裁兼CTO、搜狗公司董事。1978年出生于四川成都，毕业于清华大学计算机科学与技术专业，拥有清华大学工学学士、工学硕士、工程博士以及EMBA学位。
2023年4月10日宣布成立大模型公司百川智能 （页面存档备份，存于），创立半年便已跻身科技独角兽行列，创下国内大模型初创企业最快记录。2023年8月31日，百川智能率先通过《生成式人工智能服务管理暂行办法》备案，是唯一一家当年创立的大模型公司。2024年7月完成A轮融资，总金额约50亿人民币，并将以200亿人民币估值开启B轮融资。成立以来，百川智能先后发布Baichuan-7B/13B、Baichuan2-192K、Baichuan 4等12款大模型，并于2024年5月推出了首款AI助手“百小应”，在2024年7月的WAIC大会上首次展示“AI健康顾问”。
作为搜狗创始人，先后主持开发了搜狗搜索、搜狗输入法、搜狗浏览器等产品，首创行业追赶者破局搜索的唯一成功模式——“三级火箭模式”。先后推动了阿里巴巴和腾讯战略入股搜狗。2017年，带领搜狗在美国纽交所上市。
王小川先后担任第十三届全国政协委员及提案委员会委员、九三学社第十四届中央委员会委员及促进技术创新工作委员会主任、清华大学计算机学科顾问委员会委员等职务。曾获1996年第8届国际信息学奥林匹克竞赛（IOI）金牌、2014年北京市劳动模范称号、2015年北京市科学技术奖一等奖、2018年中国青年五四奖章、2019年第十五届中国青年科技奖、2019年中国电子学会科学技术奖科技进步奖一等奖、2020年钱伟长中文信息处理科学技术一等奖等奖项和荣誉。

## 生平

### 学业经历
1990年，王小川以成都第一名的成绩考入成都七中数学实验班。
1993年，因获得全国数学联赛一等奖被保送入成都七中高中。
1994年，用吴文俊消元法，首次在微型机下完成初等几何命题的全部证明。
1996年，因获得国际奥林匹克信息学竞赛金牌被点招入清华大学计算机系。
2000年，获得工学学士学位并被保送至清华大学计算机系高性能所读研究生。
2003年，获得工学硕士学位。
2010年，从清华经管学院EMBA毕业，获得工商管理硕士学位。
2021年，获清华大学工程博士学位。

### 工作经历
1999年，王小川进入ChinaRen兼职工作。他主持开发了内容编辑系统（CMS）并首创了一系列先进功能，开发了具有初步语义分析能力的提问式搜索引擎“孙悟空搜索”。
2000年，随着搜狐对ChinaRen的收购直接进入搜狐兼职。
2003年，清华大学毕业后，正式加入搜狐公司任高级技术经理，此后陆续晋升为技术总监、高级技术总监。
2004年，带领团队正式推出第三代互动式搜索引擎——搜狗搜索。
2005年，因在创立搜狐研发中心和搜狗搜索引擎开发上的突出贡献，被晋升为搜狐公司副总裁，这也是搜狐最年轻的副总裁，之后组建团队开发搜狗输入法。
2006年，搜狗拼音输入法上线，首创的“互联网词库”大大提升了输入的准确度和工作效率，快速赢得4亿多用户。
2008年，因搜狗输入法的成功被任命为高级副总裁。
2009年，因在推动搜狐技术驱动文化中起到关键作用被任命为搜狐公司CTO。
2010年，阿里巴巴集团对搜狗进行注资，搜狗从搜狐分拆单独运营，王小川兼任搜狗公司CEO，全面负责搜狗公司的战略规划和运营管理。搜狗输入法市场份额为87.8%，排名第一；搜狗搜索覆盖2亿用户数，覆盖率达45%，排名第三；搜狗高速浏览器拥有1.17亿用户，用户覆盖率达24.93%，排名第三。自分拆独立以来，搜狗实现了连续11个财季的复合增长率达23.4%，是业内成长最快的公司之一。截至2013年3月搜狗已拥有4.28亿的总用户数，成为中国第三大互联网公司。
2013年9月16日，腾讯以 4.48 亿美元战略入股搜狗，并将旗下的搜索和 QQ 输入法并入搜狗的业务中，腾讯持有新搜狗 36.5% 的股份，王小川作为董事和CEO领导整个公司发展。
2017年11月9日，王小川带领搜狗在美国纽约证券交易所正式挂牌上市，股票交易代码为“SOGO”。
2020年3月5日，国家企业信用信息公示系统披露，搜狗首席执行官王小川出任北京春雨天下软件有限公司（简称“春雨医生”）董事一职。
2021年2月25日，以老板团成员身份参加《奇葩说》第七季第19期。
2021年10月15日，王小川宣布卸任搜狗CEO，并表示，搜狗融入腾讯大家庭。
2021年12月2日，北京搜狗信息服务有限公司发生多项工商变更，王小川退出股东行列。
2021年12月15日，北京四维图新科技股份有限公司发生工商变更，新增王小川为独立董事。
2022年10月，王小川卸任成都吉易付科技有限公司法定代表人、执行董事、经理。
2023年4月10日，王小川宣布与茹立云联合创立公司“百川智能”。

### 社会职务
2023年6月，当选九三学社第十五届中央委员会促进技术创新工作委员会主任。
2022年12月，当选九三学社第十二次全国代表大会代表，九三学社第十五届中央委员会委员。
2020年8月，担任未来论坛理事。
2018年6月，当选工信部第二届通信科学技术委员会委员。
2018年6月，担任九三学社中央促进技术创新工作委员会主任。
2018年3月，当选第十三届全国政协委员及提案委员会委员。
2017年10月，当选九三学社第十四届中央委员会委员。九三学社第十四届中央委员会委员及促进技术创新工作委员会主任。
2017年9月，担任清华大学计算机学科顾问委员会委员。
2016年4月，担任清华大学天工智能计算研究院联席院长。
2015年10月，当选北京市第十一届青年联合会副主席。

### 人物荣誉
2024年9月5日，获评《时代》周刊全球AI领导者。
2021年，王小川以6,000万元的现金捐赠总额，位列《2021福布斯中国慈善榜》第62位。
2020年11月17日，九三学社中央委员会《九三学社中央关于表彰抗击新冠肺炎疫情先进集体和先进个人的决定》表彰王小川为“九三学社抗击新冠肺炎疫情湖北抗疫一线优秀社员”。
2020年，经中国中文信息学会批准，获得钱伟长中文信息处理科学技术一等奖。
2020年3月，经中共中央宣传部批准，入选2019年宣传思想文化青年英才（文化经营管理）。
2019年，经中国电子学会批准，获中国电子学会科学技术奖科技进步奖一等奖。
2018年，中央组织部、人力资源社会保障部、中国科协、共青团中央授予王小川第十五届中国青年科技奖。
2018年，获得中国青年五四奖章。
2017年，获得芭莎男士杂志颁发的年度成就企业奖。
2016年，获得中国计算机学会（CCF）计算机企业家奖。
2015年，以“群体智能支撑的互联网技术及应用”科技成果获得北京市科学技术奖一等奖。
2015年，被北京市科学技术委员会评选为2015年度“科技北京百名领军人才”。
2015年，被评选为“2015年北京市劳动模范和先进工作者”。
2014年，获得安永评选的“2014中国新兴企业家奖”。
2014年，王小川获得由凤凰网、凤凰卫视、中央人民广播电台经济之声联合主办的2014年度华人经济领袖盛典评选的“2014年年度华人经济领袖大奖”。
2014年，荣获北京市劳动模范称号。
1996年，王小川代表中国参加第8届国际信息学奥林匹克竞赛（IOI），以第二名的成绩获得金牌。他所在的4人团队分别以第2、4和并列18名的成绩，斩获4枚金牌，这是自1989年开赛以来，中国代表队第一次实现全“金”的突破。团体总分第一。
1994年，16岁的王小川参加“几何定理机器证明”课题研究组，在中科院院士张景中的指导下独立工作获得突破，用吴文俊方法做机器证明，首次在微型机下完成初等几何命题的全部证明，获得了杨振宁颁发的“亿利达青少年发明奖”，并向李岚清进行成果演示。

### 重要活动
2023年5月，在CCTV《对话》栏目上，百川智能创始人兼CEO王小川与360公司创始人兼董事长周鸿祎共同探讨AI相关话题。王小川认为，“GPT不仅是提高生产效率的工具，更是一个伙伴，它能够提供如何做的解决方案”。
2021年2月，作为一个以技术驱动商业创新的极客，在企业家随访式对谈节目《酌见》中与俞敏洪在学业、技术、创业、管理等多个层面展开对话。
2020年5月，2020年两会期间，作为唯一一位互联网行业的代表走上委员通道，围绕互联网参与疫情防控和社会治理的主题与全国人民进行分享。
2019年12月，在极客公园创新大会上发布搜狗同传3.0——首个具备多模态认知能力的同传系统，引领AI同传进入多模态认知时代。
2019年11月，在梁东主持的《生命·觉者》节目中，作为嘉宾以“生命是宇宙最本质的有序性和确定性”作为主题进行了分享。
2018年，在第五届互联网大会上，王小川发布全球首个AI合成主播。
2018年，参与录制的《十三邀第十一期：许知远访谈王小川》播出。
2017年12月，创新工场、搜狗和今日头条联合宣布三方携手发起“AI Challenger 全球 AI 挑战赛”。王小川出席并希望能够利用搜狗的优质数据和应用场景助力 AI Challenger 全球 AI 挑战赛。
2017年12月，王小川出席第四届世界互联网大会并主持“大连接时代：创新智能变革”分论坛，发表主题为《人工智能带来的大连接时代》的演讲。搜狗“基于语音合成的机器同传”在大会上首次亮相，并对“搜狗唇语识别：首个中文唇语识别技术”进行了公开演示。
2017年12月，在混沌大学上以“跨越复杂性”为主题进行演讲。
2017年5月，柯洁与 AlphaGo 人机大战之前在知乎回答中表达观点：“2017人机大战的意义：重演一部进化史，重新认识智慧的边界”“AlphaGo 在两个月后，将会完胜李世石”。
2017年3月，在博鳌亚洲论坛2017年年会“人工智能：对话科学家”分论坛上，搜狗 CEO 王小川、百度总裁张亚勤、清华大学教授鲁白、斯坦福大学教授张首晟等大佬直面“人工智能威胁论”，探讨中国人工智能产业的发展。
2016年11月，在第三届乌镇世界物联网大会上，王小川演示了全球首个基于神经网络的实时机器翻译技术。
2016年7月，在清华大学2016年毕业典礼上发表题为《和时间做朋友》的演讲。
2016年4月，搜狗捐赠清华大学1.8亿元成立“天工智能计算研究院”，共同致力于人工智能前沿技术的研究，王小川担任研究院联席院长。
2016年3月，出席博鳌亚洲论坛2016年年会“青年领袖圆桌：‘距离’再定义”电视辩论，表示技术的发展可能取代人当面沟通。
2016年3月，在新浪科技直播间作为科技界代表，和中国国家围棋队主教练俞斌、中国新锐优秀棋手李喆等人对 AlphaGo 挑战围棋世界冠军李世乭的人机围棋对弈第一局进行解说，在众人看好李世乭的情况下成功预测人工智能会完胜。
2013年，王小川对话凯文·凯利，就 “虚拟文明秩序的建立与反噬”的主题展开对话，并发表了题为《互联网十大趋势预测》的主题演讲。
2010年，王小川找到马云，并说服张朝阳，为搜狗引入阿里战略投资。
2008年，王小川作为北京奥运火炬手参与火炬传递。

### 人物观点

#### 关于人工智能
医疗是大模型皇冠上的明珠。
当机器掌握语言，强人工智能就到来了。
语言是人工智能皇冠上的明珠。
搜索帮助用户更好地获取信息，输入法帮助用户更好地表达信息，而无论是获取信息还是表达信息，都离不开对语言的理解，这也正是搜狗人工智能战略的核心。
在人跟机器的关系里，机器有思想是不可避免的方向，整个人类社会由于连接更大强大，全球人连在一块儿，大多数人会沦为去享受它给你的服务，让自己变得更加傻，也会有一小撮人可以在机器世界里面更多去做控制，未来社会必然会到来。
以前是人要适应机器，以后变成机器适应人。按照你想要的方式进行沟通，我们会变得更加自由、更加方便，人的表达更加容易。

#### 关于管理
所谓坚持，我觉得有两点：一种是看清楚想要什么，就会持续努力；另一种是“钝感”，不被周围和自己不怎么相关的事情干扰。——2010年1月6日，互联网协会《互联网大讲堂》
像老板一样思考，像员工一样工作。——2011年11月15日，优米网《在路上》
企业多元化和产品在每一个市场里的生命周期是要相匹配的。如果你只做一个生命周期里的产品，你就走不远。——2012年8月17日，虎嗅网专访《搜狗：中公司的焦虑与攻略》
技术强不一定管理就弱，严密的思考会给管理提供正面贡献。所以技术是我的优势，管理并不是我的短板。——2012年8月25日，中国经营报专访《访搜狗公司CEO王小川：进攻百度 防范360》
王小川说，中国互联网20年之于自己的意义在于，他正在参与中国互联网的一场盛宴，除了享受盛宴的果实外，他觉得自己也正在创造盛宴的一部分。
有信仰才有未来。我们要做梦想家，而不是被环境改变；要相信技术能够改变互联网，而不是为利益放弃操守。——2012年9月21日，搜狗2013年校招清华大学宣讲
复制产品的时代已经成为历史，读懂中国用户才能获得用户。
公司“减肥”比招人更加痛苦，而且要去流程化，避免流程成为阻碍效率提升的瓶颈。
公司作为一个生命体，它也会衰老、会繁殖、会进化。所以，在我内心当中，我试图在不同层次的生命力里，去寻求特点的共同之处。
一个公司其实也像生命一样，也要活下去。我们经常讲做公司，活下去是第一位的。

### 人物评价
王小川向来把产品当成自己的孩子，他似乎真有一种为了孩子而拼命的精神。（新浪网评）
王小川所追求的，是一种有幸福感的技术。（极客公园评）
极客容易陷入单一的技术性思维的路径，但王小川很早就“打碎”了自己，首先改变了自己的格局，从技术驱动开始，走向产品，再到管理的线路。除了“坚韧”，熟悉他的人，对他另一个最为普遍的评价是：“这是一个兼容性很强的人。”（创业邦评）
搜狗当家人王小川是一位沉静而低调的管理者，从搜狗2004年创立至今，他一直在脚踏实地地耕耘着。（《成功营销杂志》评）
王小川的技术背景，让搜狗成为了一家始终以技术和产品为驱动力的公司。（网易科技评）
他，年少成名，创造了中国用户数量最多的国民级输入法；他，锲而不舍，带领企业克服种种困难登陆美国资本市场。（央广网评）
王小川曾说自己是极客，“极客从另外一个角度可以理解成：好奇、执着、钝感和创新。”显然，他本人就是这句话的真实写照。（界面评）
这名年少时就有着深厚极客底子和13年互联网科班生涯的年轻人，最大的愿望是以创新改变中国。（新浪评）
王小川被外界称为是“五道口守门员”，自清华大学毕业之后就再也没有离开过搜狐体系和五道口。（澎湃新闻评）
小川在少年时期就是计算机才子和天才，获得奥林匹克信息学的冠军。搜狗这个团队都特别精英，是清华计算机系的，还是各地高考状元，整个团队是技术很牛的团队。把搜狗拆分为一个实体，是小川他们的一个创业精神，保持创业文化的体现。（搜狐CEO张朝阳评）
“程序猿”出身的王小川，带领搜狗走出了一条以技术驱动的独特路径。（中国新闻网评）
王小川，搜狗CEO，这个与改革开放同岁的人，他的互联网奋斗之路正好印证了那句话：“世界上最可怕的事情是，比你聪明的人还比你努力”。（新浪网评）